# Букало
Букало (англ. Bukalo) — село на північному сході Намібії, у регіоні Замбезі.
Село Букало було столицею племені масубія, побудоване королем Санджо в XVI столітті.

## Опис
Букало розташоване приблизно в 40 кілометрах на південний схід від міста Катіма-Муліло столиці регіону Замбезі. Населення становить 2000 жителів. Оголошено селом в 2013 році урядом Намібії. В даний час управляється сільською радою, що складається з 5 чиновників. Адміністрація Букало очолюється главою адміністрації у якого в підпорядкуванні знаходяться радники, які обираються на виборах жителями села.Мартін Ньямбе Лімбо є нинішнім главою адміністрації Букало. Призначений у 2015 році.В селі знаходиться палац Королівського дому Масубія. Щорічно взимку король проводить у селі етнічний фестиваль Бвікухане Бвету, який залучає в село тисячі етнічних масубія зі всієї країни.